# Johann Philipp von Arco
Johann Philipp von Arco (* 11. Mai 1652 in Arco; † 18. Februar 1704 in Bregenz) war kaiserlicher Feldmarschall-Leutnant im Spanischen Erbfolgekrieg und Kommandant der Festung Alt-Breisach.

## Leben
Phillip von Arco trat nach Universitätsstudien in Ingolstadt in kaiserliche Militärdienste. Er kämpfte in Ungarn gegen Aufständische und gehörte 1683 zu den Entsatztruppen, die Wien von der türkischen Belagerung befreiten. Als Oberst eines Dragonerregiments trat er 1685 in bayerische Dienste und stritt im Rahmen der Augsburger Allianz am Oberrhein und in den Vereinigten Niederlanden gegen die Truppen Ludwigs XIV.
Im Jahre 1699 in kaiserliche Dienste zurückgekehrt, wurde er zum Feldmarschallleutnant und am 24. Mai 1700 zum Festungskommandanten von Alt-Breisach ernannt. Er hatte mit Unterstützung des Hofkanzlers Buccelini gegen Karl Egon Eugen von Fürstenberg gewonnen, der sich ebenfalls um diesen Posten beworben hatte. Im Feldzug 1702 warf ihm Markgraf Ludwig Wilhelm von Baden-Baden vor, die Verteidigung der österreichischen Vorlande und insbesondere der Stadt Neuenburg am Rhein ungenügend vorbereitet zu haben und damit die Schuld am Fall von Neuenburg am 13. Oktober 1702 zu tragen.

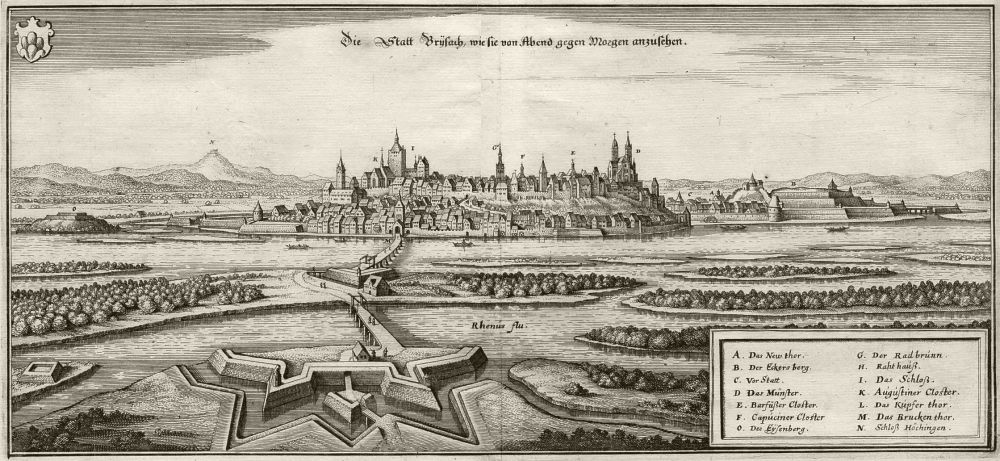
Kupferstich von Stadt und Festung Breisach nach Merian, 1644

Ludwig XIV. hatte den Verlust Breisachs im Frieden von Rijswijk 1697 nicht verwinden können. So standen Ende September 1703 einer seiner Enkel, Le Petit Dauphin mit dem Titel Herzog von Burgund, und Marschall Tallard mit einem französischen Heer vor der Stadt. Alt-Breisach, von Vauban zur Festung ausgebaut, galt als uneinnehmbar. Zudem verfügte es über eine hinreichende Besatzung und war ausreichend mit Waffen, Munition und Proviant versehen. Deshalb hatte Markgraf Ludwig von Baden (der Türkenlouis) seinem Kommandanten befohlen, bis zum letzten Mann zu kämpfen. Doch nach nur 13-tägiger Belagerung übergab Arco die Festung den Franzosen. Prinz Eugen kommentierte: Breisach ist auf schändliche Weise verloren gegangen. Ein Kriegsgericht unter dem Vorsitz von Feldmarschall Johann Karl von Thüngen verurteilte Arco am 4. Februar 1704 zum Tode. Zwei Wochen später (18. Februar 1704) wurde er in Bregenz enthauptet.
Sein Vize-Kommandant Luigi Ferdinando Marsigli wurde degradiert und unehrenhaft aus der Armee entlassen.